# شعر طرح
طرح قالبی تقریباً نوین است و پیشینه طولانی ندارد؛ اینگونه به نظر می‌رسد که از ترجمه شعرهای هایکوی ژاپنی ایجاد شده‌است. تفاوت طرح و هایکو در این است که هایکو معمولاً یک عکس از زندگی را نشان می‌دهد و در اصل یک لحظه را به تصویر می‌کشد. هر چند طرح از لحاظ قد و اندازه، مثل هایکو است اما از لحاظ موضوع، لحظه‌ها را شاعرانه تر به تصویر کشیده و عمق بیشتری دارد، طوری که گاه از یک لحظه فراتر می‌رود. هایکو از ابتدا شعر کوتاه نبوده و خود مقدمه شعرهای بلند ژاپنی بوده‌است که «هاکا» نام داشته‌اند و در ادامه خود به قالبی مستقل تبدیل شده‌است. چیزی مانند اتفاقی که برای غزل افتاد در قبال قصیده.
۱- طرح قالبی است که حداکثر از ۲۰ واژه تشکیل شده‌است و هر چه تعداد این واژه‌ها کمتر باشد (البته هیچ الزامی نیست) بر زیبایی اثر افزوده می‌شود.
۲- شاعرانه و خیال‌انگیز است.
۳- مفهوم عمیق در آن نهفته‌است.
۴- به نکته و موضوع خاص و مشخصی اشاره کند.

## چند نمونه طرح
میلاد تهرانی:(2004)
می نویسم " د ی د ا ر !"
تو اگر بی من و دلتنگ منی
یک به یک،
فاصله‌ها را بردار!!!
احسان افشارمنش:
1.
من تو را حامله بودم
تو مرا
هر دو سزارین شدیم
ما کودکان نارسیم!
2.
حکایت ما…
حکایت آن گندم زاری ست
که سر بر شانه آسیابان گذاشت!
برای گفتن درد هایش!...
آرش باران پور:
تو حرفی داشتی؟
دل که حرفی ندارد
تو انگشت بر مرگ بگذار
دیوانگی اش با من.
قیصر امین‌پور:
و قاف حرف آخر عشق است
آنجا که نام کوچک من
آغاز می‌شود.
حسام الدین شیخی:
نگاه به گردِ بی هنگامِ عبورِ این کاروان نکن
روزی این راهِ خاک آلود
کِشتزارِ مزرعه داری عاشق بوده‌است.
علیرضا قزوه:
زمین می‌گردد
شب
آواره ای ست
که به منزل نمی‌رسد.
غلامرضا کافی:
پدرم شعر می‌خواند
من شعر می‌گویم
او باغهای فراوانی دارد
من داغ‌های فراوانی.
عبدالرحیم سعیدی راد:
از دعای گیاه
تا اجابت ماه
راهی نیست
دل را بیاورید.
محمد صالح صالحیان ۱/۱۴/۲۰۱۲ :
شوره زار بودم اگر می‌توانستند
سدها،
جلوی جریان ات را بگیرند.
محمدرضا شفیعی کدکنی:
آخرین برگ سفرنامه باران این است
که زمین، چرکین است.
سید فؤاد توحیدی:
هر دو از تار زدن نان می‌خوریم
من و عنکبوت همکاریم